# Diocesi di Ostrava-Opava

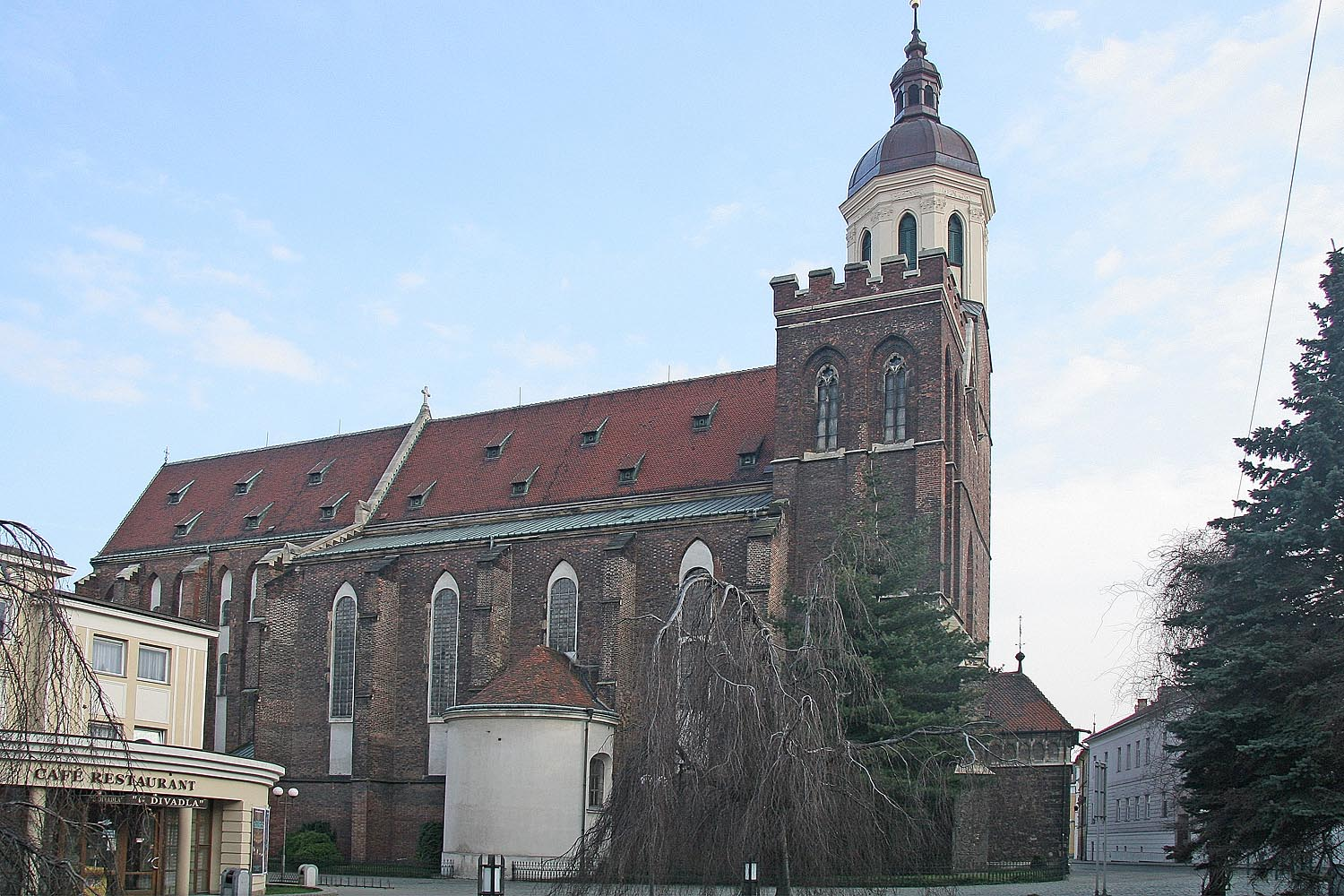
La concattedrale di Opava.

La diocesi di Ostrava-Opava (in latino: Dioecesis Ostraviensis-Opaviensis) è una sede della Chiesa cattolica nella Repubblica Ceca suffraganea dell'arcidiocesi di Olomouc. Nel 2021 contava 431.600 battezzati su 1.299.850 abitanti. È retta dal vescovo Martin David.

## Territorio
La diocesi comprende la regione di Moravia-Slesia e il distretto di Jeseník della regione di Olomouc nella parte nord-orientale della Repubblica Ceca.
Sede vescovile è la città di Ostrava, dove si trova la cattedrale del Divin Salvatore. A Opava sorge la concattedrale dell'Assunzione di Maria Vergine.
Il territorio è suddiviso in 276 parrocchie, raggruppate in 11 decanati.

## Storia
Già in passato ci furono tentativi di erigere una diocesi nel territorio di quella odierna. La bolla Suprema dispositione del 5 dicembre 1777, con la quale era istituita la provincia ecclesiastica di Olomouc, prevedeva che tra le sue suffraganee ci fosse anche la diocesi di Opava (dioecesis Oppaviensis), che era ancora da erigere  e avrebbe dovuto coprire la parte della Slesia rimasta asburgica (Slesia austriaca). Tuttavia questa diocesi non venne mai istituita.
La diocesi di Ostrava-Opava è stata eretta il 30 maggio 1996 con la bolla Ad Christifidelium spirituali di papa Giovanni Paolo II, ricavandone il territorio dall'arcidiocesi di Olomouc.

## Cronotassi dei vescovi
Si omettono i periodi di sede vacante non superiori ai 2 anni o non storicamente accertati.
- František Václav Lobkowicz, O. Praem. †  (30 maggio 1996 - 17 febbraio 2022 deceduto)
- Martin David, dal 4 luglio 2023[4]

## Statistiche
La diocesi nel 2021 su una popolazione di 1.299.850 persone contava 431.600 battezzati, corrispondenti al 33,2% del totale.
| anno | popolazione | popolazione | popolazione | presbiteri | presbiteri | presbiteri | presbiteri                | diaconi | religiosi | religiosi | parrocchie |
| anno | battezzati  | totale      | %           | numero     | secolari   | regolari   | battezzati per presbitero | diaconi | uomini    | donne     | parrocchie |
| ---- | ----------- | ----------- | ----------- | ---------- | ---------- | ---------- | ------------------------- | ------- | --------- | --------- | ---------- |
| 1999 | 600.000     | 1.370.000   | 43,8        | 202        | 146        | 56         | 2.970                     | 16      | 61        | 402       | 279        |
| 2000 | 600.000     | 1.370.000   | 43,8        | 210        | 152        | 58         | 2.857                     | 17      | 63        | 399       | 277        |
| 2001 | 600.000     | 1.370.000   | 43,8        | 205        | 151        | 54         | 2.926                     | 16      | 57        | 364       | 276        |
| 2002 | 600.000     | 1.370.000   | 43,8        | 204        | 149        | 55         | 2.941                     | 16      | 59        | 327       | 276        |
| 2003 | 424.000     | 1.320.000   | 32,1        | 203        | 151        | 52         | 2.088                     | 17      | 56        | 318       | 276        |
| 2004 | 423.000     | 1.311.000   | 32,3        | 205        | 155        | 50         | 2.063                     | 17      | 55        | 291       | 277        |
| 2013 | 429.000     | 1.313.000   | 32,7        | 227        | 179        | 48         | 1.889                     | 28      | 56        | 155       | 276        |
| 2016 | 429.300     | 1.316.000   | 32,7        | 229        | 190        | 39         | 1.874                     | 27      | 53        | 150       | 276        |
| 2019 | 429.000     | 1.292.170   | 33,2        | 227        | 191        | 36         | 1.889                     | 26      | 52        | 109       | 276        |
| 2021 | 431.600     | 1.299.850   | 33,2        | 222        | 184        | 38         | 1.944                     | 26      | 73        | 127       | 276        |